# CFBDSIR J214947.2-040308.9

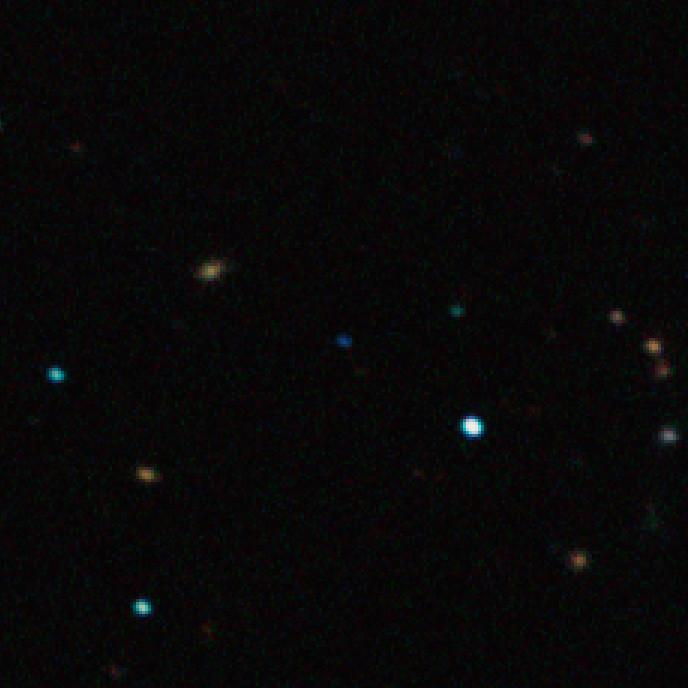
Planeta CFBDSIR 2149-0403 widziana przez teleskop (mały niebieski punkt w środku zdjęcia)

CFBDSIR J214947.2-040308.9 (CFBDSIR 2149-0403) – samotna planeta odkryta w 2012. Planeta prawdopodobnie (z prawdopodobieństwem równym 87%) należy do ruchomej grupy gwiazd AB Doradus. Planeta jest prawdopodobnie odległa o 40±4 parseków od Ziemi, według innych szacunków jej odległość od Ziemi może wynosić pomiędzy 25 a 50 parseków. Została odkryta w ramach programu Canada-France Brown Dwarfs Survey, a jej istnienie zostało potwierdzone przez analizę danych zebranych przez program WISE.
Wiek planety oceniany jest na pomiędzy 50 a 120 milionów lat, a masa wynosi 4-7 mas Jowisza.  Obserwacje spektroskopowe sugerują, że w atmosferze planety znajduje się metan i woda.